# Beyond的精彩Live&Basic演唱會
Beyond的精彩Live&Basic演唱會是由香港著名樂隊Beyond於1996年在香港體育館的大型個人演唱會，這亦為Beyond三子時期的第一個演唱會，一連四場，此演唱會版本的「海闊天空」最為經典，三子唱到此曲時不禁落淚，特別是黃貫中忍淚彈奏歌曲尾奏更為經典之一。

## 演出製作
《Beyond的精彩Live&Basic演唱會》首站於香港舉辦，於1996年3月3日至3月6日舉辦四場，為三子時期的第一個演唱會，於此演唱會Beyond除了演譯四子時期歌曲，亦演譯了部份三子時期歌曲。

## 巡迴場次
| 場次 | 日期          | 國家／地區 | 城市   | 場館             | 備註  |
| ---- | ------------- | ---------- | ------ | ---------------- | ----- |
| 1    | 1996年3月3日  | 香港       | 香港   | 紅磡體育館       |       |
| 2    | 1996年3月4日  | 香港       | 香港   | 紅磡體育館       |       |
| 3    | 1996年3月5日  | 香港       | 香港   | 紅磡體育館       |       |
| 4    | 1996年3月6日  | 香港       | 香港   | 紅磡體育館       |       |
| 5    | 1996年5月31日 | 马来西亚   | 吉隆坡 | 默迪卡體育場     | [ 3 ] |
| 6    | 1996年6月8日  | 新加坡     | 新加坡 | 新加坡室內體育館 |       |

## 演唱歌曲（香港）
- 我是憤怒
- 罪
- 困獸鬥
- 歲月無聲
- 長城
- Paradise
- 喜歡你
- Love
- 想你
- 再見理想
- 命運是你家
- 完全的擁有
- 門外看
- 大地
- 太空
- 仍然是要闖
- 缺口
- 醒你
- 金属狂人
- 真的愛你
- 情人
- 光輝歲月
- 總有愛
- 教壞細路
- 聲音
- 活著便精彩
- 海闊天空
- 活著便精彩(Ending)

## 演唱會專輯

#### CD 1
- 01. Opening . Firebird
- 02. 我是憤怒
- 03. 罪
- 04. 困獸鬥
- 05. 歲月無聲
- 06. 長城
- 07. 大地
- 08. Paradise
- 09. 喜歡你
- 10. Love +Unplugged Section
- 11. 再見理想
- 12. 命運是你家
- 13. 完全的擁有
- 14. 門外看

#### CD 2
- 01. 太空
- 02. 二樓後座
- 03. 仍然是要闖
- 04. 醒你
- 05. 金屬狂人
- 06. 真的愛你
- 07. 情人
- 08. 總有愛
- 09. Encore+教壞細路
- 10. 聲音
- 11. 活著便精彩
- 12. 祝你愉快
- 13. 海闊天空